# Siegfried Tragatschnig
Siegfried Tragatschnig (né le 10 novembre 1927 à Theißing, mort le 2 janvier 2013 à Klagenfurt) est un peintre autrichien.

## Biographie

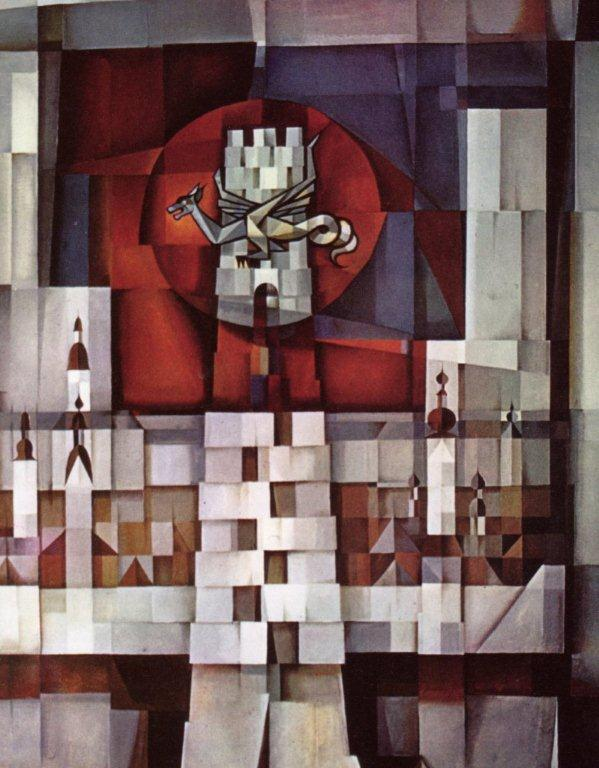
Gobelin, salle du conseil municipal de Klagenfurt

Son talent artistique est reconnu et promu par son professeur de dessin de gymnasium Hans Hetzendorfer.
À 17 ans, il est enrôlé dans la Wehrmacht, puis grièvement blessé par une grenade. De 1945 à 1946, il est prisonnier de guerre en Yougoslavie. Après la guerre, il obtient la maturité. Il étudie l'académie des beaux-arts de Vienne auprès de Herbert Boeckl et Albert Paris Gütersloh. Après son diplôme en 1952, il enseigne au Eggermann Gymnasium de Klagenfurt, puis au Realgymnasium Lerchenfelderstraße de Klagenfurt. À partir de 1968, il enseigne à la Pädagogisch Akademie (aujourd'hui Pädagogische Hochschule Kärnten). De 1962 à 1996, Tragatschnig est vice-président et directeur artistique du Kunstverein für Kärnten. À ce titre, il est particulièrement attaché à la promotion des jeunes artistes et au réseautage avec des artistes de Slovénie et de Frioul-Vénétie Julienne.
Tragatschnig épouse en 1961 Juliana Seiwald.
En février 2008, le Kunstverein Kärnten consacre une rétrospective à Siegfried Tragatschnig avec une exposition de 80 œuvres.